# Мозаїка лісу та савани
Мозаїка лісу та савани або лісосавана — це перехідний екотон між вологими широколистяними тропічними лісами Екваторіальної Африки та більш сухими саванами і рідколіссями, поширеними на північ і південь від лісового поясу. Лісосавани складаються з сухих лісів, часто галерейних лісів, які перемежовуються саванами та відкритими луками. Часто вони є результатом деградації первинних лісів внаслідок пожеж і вирубок.

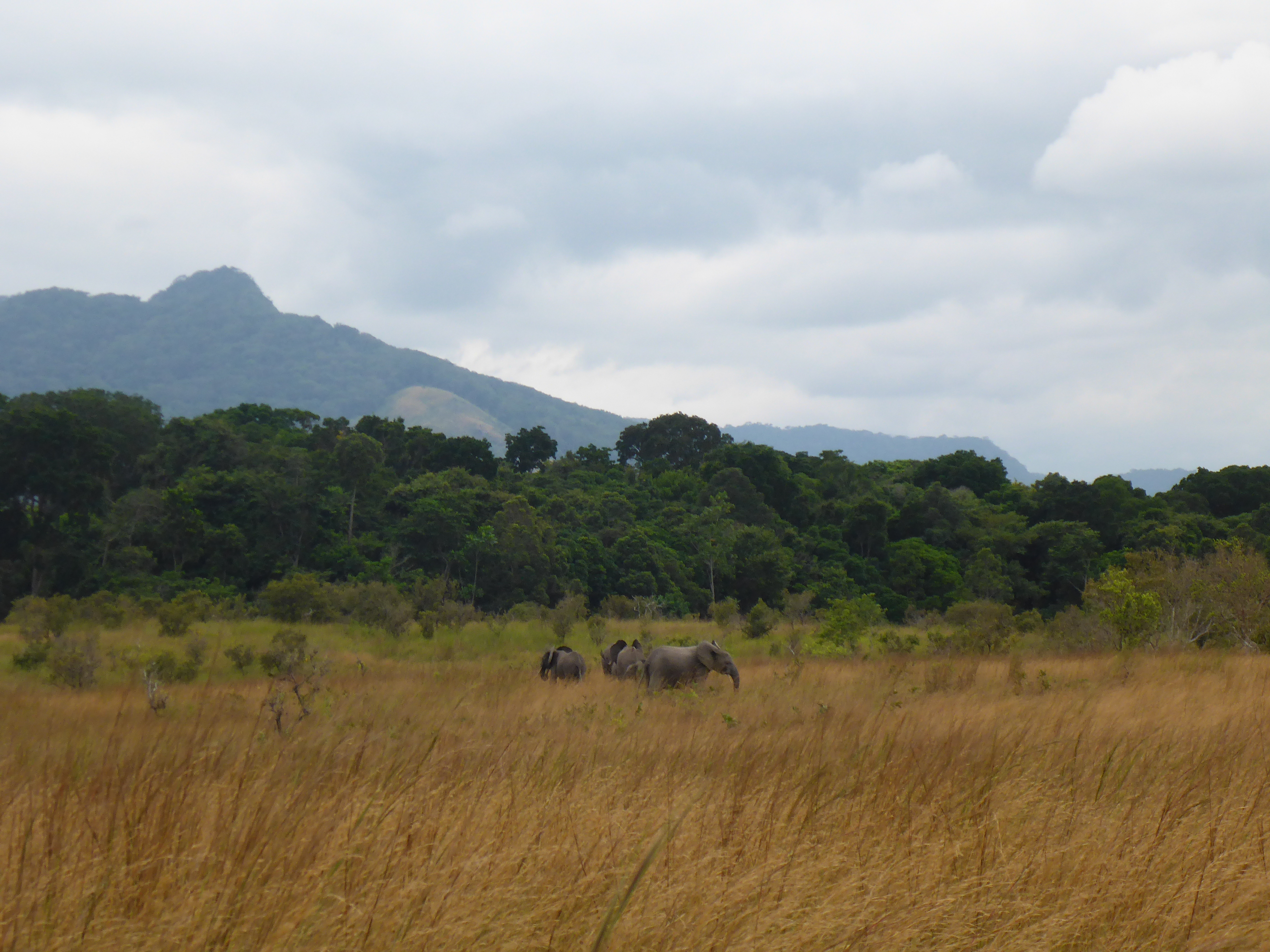
Стадо слонів пасеться в лісосавані (Національний парк Лопе, Габон)

## Флора
Смуга окраїнних саван, що межують із густими сухими лісами, простягається від атлантичного узбережжя Гвінеї до Південного Судану. Вона відповідає кліматичній зоні з відносно високою середньорічною кількістю опадів, між 800 і 1400 мм. Рослинність лісосаван з віддаленням від екватору перестає мати вічнозелений характер і стає все більш сезонною. Характерним деревом, поширеним в лісосаванах, є білувата акація (Faidherbia albida).

## Екорегіони
Всесвітній фонд дикої природи визначає кілька екорегіонів мозаїки лісу та савани:
- Гвінейська лісосавана в Західній Африці є перехідною зоною між верхньогвінейськими та нижньогвінейськими лісами, поширеними на південь від неї, та західносуданською саваною, поширеною на північ від неї. Цей екорегіон простягається від Сенегалу на схід до Камерунського нагір'я. Дагомейський розрив — це регіон в Того і Беніні, де лісосавана простягається до узбережжя, розділяючи ліси Верхньої та Нижньої Гвінеї[1].
- Лісосавана Північного Конго в Центральній Африці лежить між конголезькими дощовими лісами та східносуданськими саванами. Цей регіон простягається від Камерунського нагір'я на схід до Східно-Африканського рифту, охоплюючи території Камеруну, ЦАР, ДР Конго та Південного Судану[2].
- Лісосавана Західного Конго поширена на південний захід від конголезьких лісів. Вона охоплює південь Габону і Республіки Конго, захід ДР Конго та північний захід Анголи[3].
- Лісосавана Південного Конго поширена на південь від лісосавани Західного Конго в ДР Конго, відділяючи конголезькі ліси на півночі від рідколісь міомбо на півдні[4].
- Лісосавана басейну Вікторії поширена на схід і північ від озера Вікторія у Східній Африці. Із заходу і сходу вона оточена гірськими лісами Західної та Східної дуг Східно-Африканського рифту. цей екорегіон охоплює більшу частину Уганди, а також західну частину Кенії, північно-західну частину Танзанії та схід Руанди[5].